# Лившиц, Дмитрий Арнольдович
Дми́трий Арно́льдович Ли́вшиц (род. 8 июля 1968, Челябинск) — советский и российский металлург.

## Биография
Окончил факультет металлургии чёрных металлов Челябинского государственного технического университета. С 1993 года работал в АО «Мечел» в электросталеплавильном цехе. С 1997 года стал начальником этого цеха. С 2002 года работал директором по производству, с 2003 года — главным инженером ОАО «Мечел». С 2006 года исполнял обязанности генерального директора Енакиевского металлургического завода. С июля 2006 года до сентября 2010 года работал генеральным директором ОАО "МК «Азовсталь».
До ноября 2011 года работал заместителем генерального директора Трубной металлургической компании по производству.
С 25 ноября 2011 года работал управляющим директором ОАО «Таганрогский металлургический завод».
С 16 марта 2016 года назначен на должность заместителя генерального директора Трубной металлургической компании по развитию металлургического комплекса.
С 2021 года — технический директор ООО «Русская нержавеющая компания».